# Paul G. Hatfield

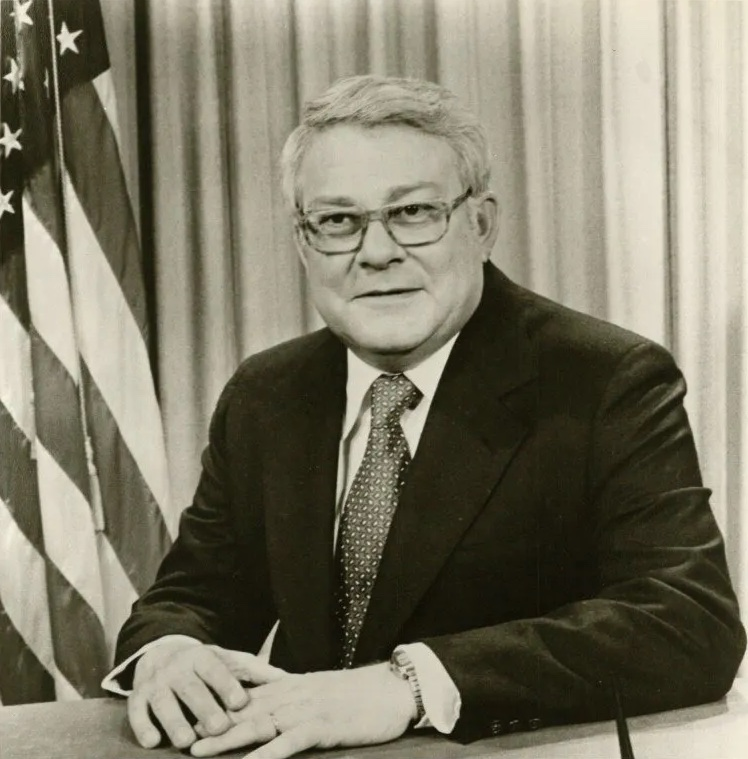
Paul G. Hatfield

Paul Gerhart Hatfield (* 29. April 1928 in Great Falls, Montana; † 3. Juli 2000 ebenda) war ein US-amerikanischer Jurist und Politiker, der den Bundesstaat Montana im Senat der Vereinigten Staaten vertrat.

## Leben

### Werdegang
Paul Hatfield wuchs in Great Falls heran, wo er von 1947 bis 1950 Schüler am dortigen College war. Sein Universitätsstudium an der University of Great Falls musste Hatfield unterbrechen, da er 1951 als Soldat der United States Army in den Koreakrieg entsendet wurde. In der Armee gehörte er dem US Army Signal Corps an. Nach seiner Rückkehr nach Montana im Jahr 1953 nahm er sein Studium der Rechtswissenschaften an der University of Montana wieder auf und schloss dieses 1955 mit dem akademischen Grad des Bachelor of Laws ab. Im selben Jahr erhielt er seine Anwaltszulassung im Staat Montana.
Nach rund vier Jahren, in welchen er als Rechtsanwalt in Great Falls gearbeitet hatte, kandidierte er 1959 mit Erfolg für den Posten des Stellvertretenden Bezirksstaatsanwalts von Cascade County. Nach rund einem Jahr wurde Hatfield 1961 zum Richter am Achten Jurisdiktionsgericht von Montana bestellt; er blieb es 15 Jahre lang, bis 1976. Im selben Jahr wurde er zum Obersten Richter am Montana Supreme Court, dem Obersten Gerichtshof des Bundesstaates, ernannt. Er bekleidete das Amt zwei Jahre lang, bis 1978.

### Politische Karriere
Nach dem Tod von US-Senator Lee Metcalf im Januar 1978 wurde Hatfield von Montanas Gouverneur Thomas Lee Judge zu dessen Nachfolger bestimmt. Hatfield, der Mitglied der Demokratischen Partei war, wurde am 22. Januar 1978 vereidigt. Obwohl Hatfield nicht einmal ein Jahr im Amt war, schrieb er doch Geschichte, da seine Stimme dafür entschied, die Torrijos-Carter-Verträge zu ratifizieren. Diese sahen vor, den Panamakanal von den USA an Panama zurückzugeben. Da eine Zweidrittelmehrheit im Senat für das Gesetz zwingend nötig war, wurden die Senatoren in der Reihenfolge der Länge ihrer Amtszeit um ihre Stimme gebeten. Hatfields Voting war die 67. Stimme, die sich für die Annahme des Gesetzes aussprach. Da viele konservative Wähler in Montana mit dieser Entscheidung Hatfields nicht einverstanden waren, hatte Panama-Paul – wie er von nun an von einigen Medien und Wählern genannt wurde – als er sich im November 1978 der Wahl durch das Volk stellte, einen sehr schweren Stand. Max Baucus, ebenfalls Demokrat, konnte nicht nur die Vorwahlen für sich entscheiden, sondern auch die Wahl im November des Jahres 1978. Hatfield gab daraufhin am 12. Dezember 1978 seinen sofortigen Rücktritt bekannt.

### Spätes Leben
Im Jahr 1979 wurde er kurzzeitig juristischer Berater für die demokratische Fraktion im US-Senat, bis er 1980 von US-Präsident Jimmy Carter als Nachfolger von Russell Evans Smith zum Richter am Bundesbezirksgericht für den Distrikt Montana bestellt wurde. Er blieb es bis zum Jahr 1996, als er in den Ruhestand ging.
Paul G. Hatfield war von 1958 bis zu ihrem Tod, im Jahr 1992, mit Dorothy Ann Allen Hatfield verheiratet. Aus der Ehe gingen zwei Töchter, Kathleen und Susan sowie ein Sohn, Paul, hervor. Hatfield selbst erlag 72-jährig, im Juli 2000 in seinem Haus in Great Falls einem Herzinfarkt.